# Malec champion de golf
Pour plus de détails, voir Fiche technique et Distribution.
Malec champion de golf (titre original : Convict 13) est une comédie burlesque américaine écrite et réalisée par Buster Keaton et Edward F. Cline, sorti en 1920.

## Synopsis
Un jeune golfeur maladroit tente de séduire la belle Socialite. À la suite d'un choc, le jeune homme se retrouve au sol, évanoui. C'est alors qu'un forçat, fraîchement évadé de prison, apparaît. Il profite de l'occasion pour échanger ses vêtements avec le jeune golfeur. Ce dernier, à peine remis de ses émotions, se voit dès lors jeté en prison où les pires épreuves l'attendent.

## Fiche technique
- Titre : Malec champion de golf
- Titre original : Convict 13

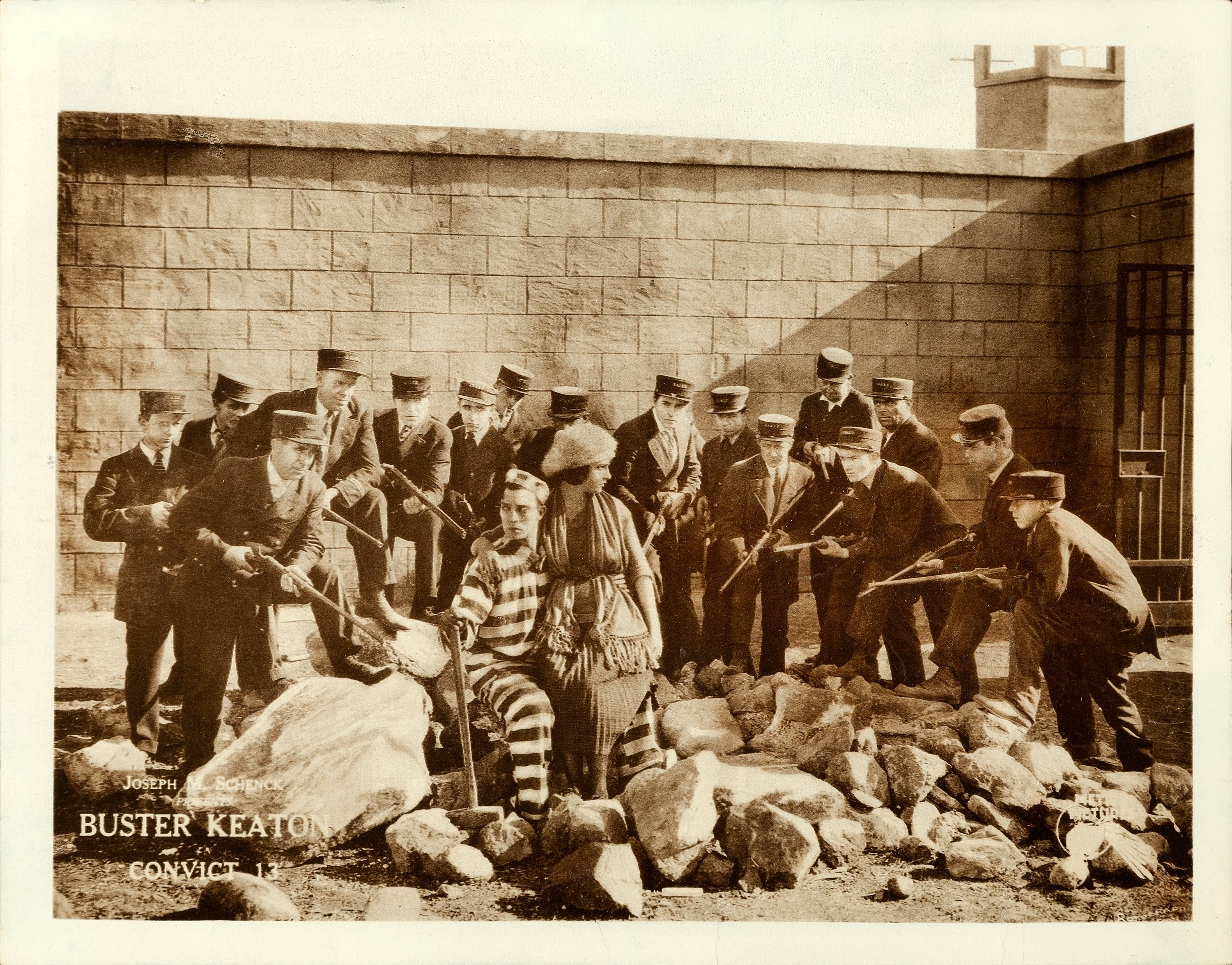
Carte publicitaire du film, en 1920.

- Réalisation : Buster Keaton et Edward F. Cline
- Scénario : Buster Keaton et Edward F. Cline
- Photographie : Elgin Lessley
- Direction technique : Fred Gabourie
- Producteur : Joseph M. Schenck
- Société de production : Comique Film Corporation
- Société de distribution : Metro Pictures Corporation
- Pays d'origine :  États-Unis
- Langue : film muet avec les intertitres en anglais
- Métrage : 600 mètres (2 bobines)
- Format : Noir et blanc — 35 mm — 1,37:1 — Muet
- Genre : Comédie, Film burlesque
- Durée : 19 minutes
- Dates de sortie : 
  - États-Unis : 27 octobre 1920

## Distribution
- Buster Keaton : golfeur puis prisonnier, garde
- Sybil Seely : Socialite, fille du surveillant
- Joe Roberts : prisonnier fou
- Edward F. Cline : bourreau
- Joe Keaton : prisonnier
- Louise Keaton :
- Harry Keaton : le garde frappé par Big Joe (non réédité)